# あま市立七宝北中学校
あま市立七宝北中学校（あましりつ しっぽうきたちゅうがっこう）は、愛知県あま市にある公立中学校。

## 概要
- あま市立宝小学校校区、及びあま市立秋竹小学校校区の生徒が通学する[1] [2]。
- 旧・海部郡七宝町の中学校である。

## 沿革
- 1980年（昭和55年）
  - 4月1日 - 七宝町立七宝中学校から分離し、七宝町立北中学校として開校する。
  - 7月 - プールが完成する。
- 1981年（昭和56年）1月 - 体育館が完成する。
- 1982年（昭和57年）1月 - 柔剣道場が完成する。
- 2010年（平成22年）3月22日 - 七宝町、美和町、甚目寺町が合併し、あま市が発足。同時にあま市立七宝北中学校に改称する。

## 交通アクセス
- 名鉄津島線七宝駅下車、徒歩約20分。
- あま市巡回バス東部巡回ルート、北部巡回ルート、南部巡回ルート「七宝焼アートヴィレッジ」バス停より徒歩約5分。

## 周辺施設
- 愛知県立美和高等学校
- あま市立七宝中学校
- あま市立宝小学校
- あま市立秋竹小学校
- あま市立七宝小学校
- あま市立美和東小学校
- あま市立篠田小学校
- 大治町立大治西小学校
- あま市七宝焼アートヴィレッジ